# Grand Prix Midi Libre
Der Grand Prix Midi Libre (kurz: GP Midi Libre) war eine französische Radrundfahrt über mehrere Etappen, gesponsert von der französischen Tageszeitung Midi Libre, das von 1949 bis zum Jahr 2002 54 Mal stattfand. Viele hochklassige Radsportler nutzten das im Mai stattfindende Rennen zur Vorbereitung auf die Tour de France, der letzte Midi-Sieger war Lance Armstrong. 2003 wurde es wegen wirtschaftlicher Probleme des Hauptsponsors und der Dopingaffäre im Radsport eingestellt und durch die Tour du Languedoc-Roussillon, organisiert von Amaury Sport Organisation (u. a. auch Veranstalter der Tour de France), ersetzt. Diese wurde aber nach nur einer Austragung ebenfalls eingestellt. Einziger Sieger war Christophe Moreau.

## Siegerlisten
| Tour du Languedoc-Roussillon - 2004 Christophe Moreau Grand Prix Midi Libre - 2002 Lance Armstrong - 2001 Iban Mayo - 2000 Didier Rous - 1999 Benoît Salmon - 1998 Laurent Dufaux - 1997 Alberto Elli - 1996 Laurent Jalabert - 1995 Miguel Indurain - 1994 Ján Svorada - 1993 Maurizio Fondriest - 1992 Luc Leblanc - 1991 Gilbert Duclos-Lassalle - 1990 Gérard Rué - 1989 Jérôme Simon - 1988 Claude Criquielion | - 1987 Patrice Esnault - 1986 Claude Criquielion - 1985 Silvano Contini - 1984 Dominique Garde - 1983 Jean-René Bernaudeau - 1982 Jean-René Bernaudeau - 1981 Jean-René Bernaudeau - 1980 Jean-René Bernaudeau - 1979 Giuseppe Saronni - 1978 Claudio Bortolotto - 1977 Wladimiro Panizza - 1976 Alain Meslet - 1975 Francesco Moser - 1974 Jean-Pierre Danguillaume - 1973 Raymond Poulidor - 1972 Cyrille Guimard - 1971 Eddy Merckx - 1970 Walter Ricci - 1969 Luis Ocaña | - 1967 Michel Grain - 1966 Jean-Claude Theillère - 1965 André Foucher - 1964 André Foucher - 1963 Fernando Manzaneque - 1962 Michel Stolker - 1961 Joseph Groussard - 1960 Valentin Huot - 1959 Jean Brankart - 1958 Francis Pipelin - 1957 Jean-Pierre Schmitz - 1956 Antonin Rolland - 1955 Miguel Poblet - 1954 Jesús Martínez - 1953 Pierre Nardi - 1952 Siro Bianchi - 1951 Raphaël Géminiani - 1950 Antonin Rolland - 1949 Henri Massal |